# Pic du Mas de la Grave
Il Pic du Mas de la Grave (3.020 m s.l.m.) è una montagna delle Alpi delle Grandes Rousses e delle Aiguilles d'Arves nelle Alpi del Delfinato. Si trova nella Catena Aiguilles d'Arves-Mas de la Grave.
La montagna è collocata tra i dipartimenti francesi della Savoia e delle Alte Alpi.

## Punti di appoggio
- Refuge du Fay (2258 m[2]).